# Maria Franciszka Nowak
Maria Franciszka Nowak z domu Bożek (ur. 22 stycznia 1920 w Krakowie, zm. 6 listopada 2020) – polska farmaceutka, Sprawiedliwa wśród Narodów Świata.

## Życiorys
Maria Franciszka Bożek pochodziła z rodziny kolejarskiej. Przed wybuchem wojny utrzymywała w gimnazjum kontakty z żydowskimi koleżankami. W 1938 rozpoczęła studia matematyczne na Uniwersytecie Jagiellońskim. Podczas okupacji pracowała w sklepie bławatnym. Po utworzeniu w 1941 getta w Krakowie, trafiła tam również rodzina jej przyjaciółki Heleny Goldstein. Maria pomagała osobom uwięzionym w getcie – przenosiła żywność i leki. W październiku 1942 matka Heleny znalazła się na liście osób do wywózki do obozu zagłady. Maria wraz z koleżanką Zofią Wolmuth-Wyszyńską zorganizowały ucieczkę Heleny. W umówionym miejscu przejęła od jej brata walizkę z rzeczami. Nazajutrz Maria odebrała Helenę z jej miejsca pracy na ulicy Kopernika. Pozbyła się opaski z gwiazdą Dawida i zaprowadziła do tymczasowej kryjówki. Po kilku dniach Zofia zabrała Helenę do Warszawy, gdzie znaleziono jej pracę na kolei. Helena Goldstein, dzięki „aryjskim papierom”, które Maria dała jej jeszcze w Krakowie oraz fikcyjnemu ślubowi wziętemu w Warszawie, mogła wyjechać na roboty do Jeleniej Góry. W obozie dla wielonarodowej grupy robotników przymusowych dotrwała końca wojny. Po wojnie Helena Goldstein wróciła do Krakowa. Przyjaźniła się z Marią do swej śmierci w 1986 roku. 
Po wojnie Maria Nowak skończyła studia farmaceutyczne. Na początku lat 50. rozpoczęła pracę w aptece przy placu Bohaterów Getta, która należała do innego Sprawiedliwego – Tadeusza Pankiewicza. Uzyskała doktorat z farmacji. Następnie pracowała w aptece na ulicy Czarnowiejskiej. Ma córkę Krystynę. 
W 1995 Maria Franciszka Nowak została odznaczona medalem Sprawiedliwych wśród Narodów Świata. W 2007 otrzymała Krzyż Komandorski Orderu Odrodzenia Polski, a w 2020, w setne urodziny, Medal Stulecia Odzyskanej Niepodległości. W imieniu prezydenta RP medal wręczył prezydencki minister Wojciech Kolarski. Z okazji setnych urodzin wizyty złożyli jej m.in. premier Flandrii Jan Jambon i abp Marek Jędraszewski.